# Fanny von Arnstein
Franziska „Fanny“ von Arnstein (Berlijn, 29 november 1758 - bij Wenen, 8 juni 1818) was een Weense salonnière.

## Biografie
Fanny von Arnstein werd geboren als Vögele (ook Feigele) Itzig in een rijke Joodse bankiersfamilie in Berlijn en als zeventienjarige uitgehuwelijkt aan de elf jaar oudere Weense bankier Nathan von Arnstein. (Diens zus Caecilie trouwde met zijn zakenpartner Bernhard von Eskeles.) Als hoog opgeleide vrouw uit het kosmopolitische Berlijn begon von Arnstein, geïnspireerd door de ideeën van de Verlichting, een salon in Wenen die een belangrijke ontmoetingsplaats zou worden voor intellectuelen, journalisten, kunstenaars en diplomaten. Von Arnstein beviel op haar tweeëntwintigste verjaardag in Berlijn van haar dochter Judith (later Henriëtte genoemd). (Deze Henriëtte von Pereira-Arnstein werd later zelf ook een salonnière, en een pianist.)
In het midden van de jaren 1780 was von Arnsteins salon een levendig trefpunt geworden. Bezoekers waren onder anderen Horatio Nelson (1758–1805) en zijn minnares Emma Lady Hamilton (c.1765–1815), de componist Johann Friedrich Reichardt (1752–1814), von Arnsteins nicht Lea Mendelssohn (1777–1842), de familie Schopenhauer, toneelschrijver August von Kotzebue (1761–1819) en schrijver Caroline Pichler (1769–1843). Vanuit Berlijn kwamen regelmatig andere salonnières naar de Weense salon van von Arnstein, zoals haar schoonzuster Sara Levy (1761–1854), Henriette Herz (1764–1847) en Rahel Varnhagen (1771–1833).
Rond de eeuwwisseling was de salon van von Arnstein waarschijnlijk geopend van 12.00 uur tot middernacht. In deze periode bezochten steeds meer vrouwelijke auteurs, componisten en musici het huis van de von Arnsteins. Zo bezochten haar schoonzus Caecilie Wulff (1760–1836), Rebecca Ephraim (1762–1846), Bernhard von Eskeles’ zus Eleonore Flies (1752–1812), de auteur Regina Frohberg, Marianne Saaling (1786–1868), Mariane von Eybenberg, (overleden 1814) en Dorothea Schlegel (1764–1839) de vrouw van criticus Friedrich Schlegel regelmatig de salon. Von Arnstein - zelf ook een goed musicus - richtte in 1812 samen met anderen de 'Gesellschaft der Musikfreunde in Wien' op.
Von Arnstein bracht indertijd het nieuwe fenomeen van een opgetuigde kerstboom mee vanuit Berlijn naar Wenen.